# Prodigy (Marvel)
Prodigy is de naam van drie fictieve personages uit de strips van Marvel Comics.
Het eerste was Spider-Man in vermomming. Het tweede was een supermens en het derde een mutant.

## Prodigy (Peter Parker)

### Biografie
Toen Spider-Man werd beschuldigd van moord gedurende de Spider-Man: Identity Crisis verhaallijn, nam hij verschillende andere identiteiten aan zodat hij zijn heldendaden kon voortzetten zonder dat iemand wist wie hij was. Een van deze identiteiten was Prodigy. Het kostuum van Prodigy werd ontworpen door Mary Jane Watson. Het pak was gemaakt om Spider-Man groter te doen lijken en kogelwerend te maken. In deze identiteit veranderde Spider-Man zijn persoonlijkheid naar dat van een stereotype superheld zoals een Silver Age Superman of Captain America. Nadat Spider-Mans naam was gezuiverd, verwierp hij de Prodigy-identiteit.

### Krachten en vaardigheden
Spider-Man had als Prodigy nog gewoon zijn oude superkrachten. Wel was zijn pak kogelwerend.

## Prodigy (Ritchie Gilmore)

### Biografie personage
Ritchie Gilmore is de leider van het worstelteam op zijn hogere school, en een van de populairste studenten. Ritchie wilde echter meer: macht. Hij kreeg van The Black Marvel het Prodigy-kostuum. Het kostuum was aangepast zodat het Ritchie superkrachten gaf. Daarna maakte Black Marvel Ritchie lid van zijn team, de Slingers. Hij was echter behoorlijk koel en ongevoelig tegenover zijn teamgenoten.
Ritchie vernam dat Black Marvel een deal had gemaakt met de demon Mephisto om hem het kostuum te geven. Het team werkte daarna samen om Black Marvels ziel te bevrijden. Daarna viel het team uiteen.
Prodigy keerde terug gedurende de Civil War, waarin hij openlijk zijn verzet tegen de registratiewet voor supermensen aankondigde. Iron Man confronteerde hem met enkele S.H.I.E.L.D. agenten. Hij werd gearresteerd en met andere helden die zich niet wilden registreren opgesloten in de Negative Zone. Prodigy was een van de helden die later werd bevrijd door Hulkling.

### Krachten en vaardigheden
Prodigy's kostuum is op mystieke wijze voorzien van superkrachten. Het geeft de drager bovenmenselijke kracht en uithoudingsvermogen. Prodigy kan enorm hoog springen waardoor hij zelfs lijkt te vliegen. Zijn cape doet dienst als glider.

## Prodigy (David Alleyne)
David Alleyne, de derde persoon die de Prodigy identiteit gebruikte, is een voormalige mutant. Hij was lid van de New Mutants/New X-Men. Hij verscheen voor het eerst in New Mutants vol. 2 #4.

### Biografie
David was een mutant met de gave om tijdelijk de kennis van iedereen in zijn directe omgeving te absorberen, tenzij die persoon telepathisch werd afgeschermd. Een mentaal blok voorkwam dat hij de kennis behield nadat de persoon in kwestie weer buiten een bepaalde afstand van hem was. David was altijd de slimste van het team. Tijdens zijn jeugd had hij echter moeite met zijn gaven omdat ook tijdens een tentamen de antwoorden op de vragen gewoon in zijn hoofd verschenen als hij in dezelfde ruimte was als de leraar. David vond dit echter een vorm van afkijken, waardoor hij harder ging studeren. Hij hield zijn mutatie een geheim totdat een haatgroep genaamd Purity hem ontmaskerde. David werd gered door de New Mutants Karma en Danielle Moonstar.
In de verhaallijn "Too Much Information" wilde David dat Emma Frost de mentale blokkade zou verwijderen. Emma toonde hem echter een mogelijke toekomst die zou plaatsvinden als ze dat deed. In deze toekomst verkreeg David de kennis van alle grote geleerden op de wereld door enkel langs hen te lopen. Hij ontwikkelde medicijnen tegen aids, kanker en elke andere bekende ziekte. Hij gebruikte hiervoor echter de genezende kracht van Elixer, die stierf aan de gevolgen. Na het zien van dit alles besloot David de mentale blokkade te laten zitten tot hij oud genoeg was om met deze nieuwe kracht om te gaan.
Na afloop van House of M verloor David zijn krachten net als miljoenen andere mutanten. David bleef op aandringen van Cyclops wel in de X-Men’s school omdat William Stryker de jacht opende op nu machteloze mutanten. Later bewees hij zichzelf ook zonder zijn krachten nuttig door de robot Nimrod aan te vallen.